# José Fonte
José Miguel da Rocha Fonte, noto semplicemente come José Fonte (Penafiel, 22 dicembre 1983), è un calciatore portoghese, difensore del Casa Pia. Con la nazionale portoghese si è laureato campione d'Europa nel 2016 e ha vinto la UEFA Nations League 2018-2019.
Con la nazionale portoghese ha partecipato a un campionato del mondo (2018), a due campionati d'Europa (2016, 2020) – vincendo quello del 2016, primo titolo ottenuto dal Portogallo –, a una Confederations Cup (2017) e alla fase finale di una Nations League (2018-2019) – vincendo anche quest'ultima.

## Biografia
Ha anche un fratello più piccolo, Rui Fonte, anch'egli calciatore e suo compagno di squadra al Crystal Palace nella stagione 2008-2009 e al Lille nella stagione 2018-2019.

## Caratteristiche tecniche
Difensore centrale forte fisicamente, avvantaggiato anche dai suoi 190 centimetri che lo rendono pericoloso anche in zona gol sulle palle inattive.

## Carriera

### Club
Nell'estate 2007 Fonte si trasferisce in prestito al Crystal Palace, venendo poi riscattato al termine della stagione.
L'11 gennaio 2010 approda al Southampton, che lo acquista a titolo definitivo per 1,4 milioni di euro e con cui firma un contratto di 3 anni e mezzo.
Il 19 agosto 2012 debutta in Premier League giocando da titolare all'Etihad Stadium nella sconfitta esterna contro il Manchester City (3-2). Nell'agosto 2014 rinnova il proprio contratto con i Saints diventando inoltre il capitano della squadra.
Il 20 gennaio 2017 viene acquistato dal West Ham Utd.
Dopo essere stato titolare nei primi 6 mesi (seppur senza offrire un rendimento convincente), nel 2017-2018 il suo spazio con gli hammers diminuisce a causa di un infortunio alla caviglia rimediato a ottobre, per poi venire ceduto a titolo definitivo ai cinesi del Dalian Yifang il 23 febbraio 2018.
Il 20 luglio 2018 fa ritorno in Europa accasandosi al Lilla. Si afferma subito come titolare dei francesi diventando capitano del club, risultando pure tra i protagonisti della Ligue 1 vinta nel 2020-2021.
Il 18 luglio 2023 fa ritorno in patria dopo 17 anni accasandosi al Braga.

### Nazionale
Il 18 novembre 2014 debutta con la nazionale maggiore in un'amichevole contro l'Argentina, vinta per 1-0 dai lusitani.
Viene convocato per gli Europei 2016 in Francia. Diviene titolare a partire dagli ottavi di finale, e il 10 luglio (dopo avere dato un ottimo contributo alla squadra in fase difensiva) si laurea campione d'Europa dopo la vittoria in finale sulla Francia padrona di casa per 1-0, ottenuta grazie al goal decisivo di Éder durante i tempi supplementari.
Convocato anche per i Mondiali 2018, in questo caso è titolare sin da subito della retroguardia portoghese, arrivando sino agli ottavi, in cui i lusitani vengono eliminati per 2-1 contro l'Uruguay.
Viene convocato per Euro 2020, ma in questa competizione non scende mai in campo.
Il 9 ottobre 2021 realizza il suo primo gol in nazionale successo per 3-0 in amichevole contro il Qatar, diventando al contempo, a 37 anni e 291 giorni, il più anziano marcatore nella storia del Portogallo battendo il precedente record di Ricardo Carvalho (36 anni e 315 giorni).

## Statistiche

### Presenze e reti nei club
Statistiche aggiornate al 4 maggio 2025.
| Stagione              | Squadra               | Campionato            | Campionato | Campionato | Coppe nazionali | Coppe nazionali | Coppe nazionali | Coppe continentali | Coppe continentali | Coppe continentali | Altre coppe | Altre coppe | Altre coppe | Totale | Totale |
| Stagione              | Squadra               | Comp                  | Pres       | Reti       | Comp            | Pres            | Reti            | Comp               | Pres               | Reti               | Comp        | Pres        | Reti        | Pres   | Reti   |
| --------------------- | --------------------- | --------------------- | ---------- | ---------- | --------------- | --------------- | --------------- | ------------------ | ------------------ | ------------------ | ----------- | ----------- | ----------- | ------ | ------ |
| 2002-2003             | Sporting Lisbona B    | SD                    | 22         | 0          | -               | -               | -               | -                  | -                  | -                  | -           | -           | -           | 22     | 0      |
| 2003-2004             | Sporting Lisbona B    | SD                    | 37         | 0          | -               | -               | -               | -                  | -                  | -                  | -           | -           | -           | 37     | 0      |
| Totale Sporting CP B  | Totale Sporting CP B  | Totale Sporting CP B  | 59         | 0          |                 | -               | -               |                    | -                  | -                  |             | -           | -           | 59     | 0      |
| 2004-2005             | Felgueiras            | SL                    | 28         | 1          | CP              | 1               | 0               | -                  | -                  | -                  | -           | -           | -           | 29     | 1      |
| 2005-gen. 2006        | Vitória Setúbal       | PL                    | 15         | 0          | CP              | 0               | 0               | CU                 | 2                  | 0                  | SP          | 0           | 0           | 17     | 0      |
| gen.-giu. 2006        | Paços Ferreira        | PL                    | 11         | 1          | CP              | -               | -               | -                  | -                  | -                  | -           | -           | -           | 11     | 1      |
| 2006-2007             | Estrela Amadora       | PL                    | 25         | 1          | CP              | 2               | 0               | -                  | -                  | -                  | -           | -           | -           | 27     | 1      |
| 2007-2008             | Crystal Palace        | FLC                   | 22+2       | 1+0        | FACup+CdL       | 1+1             | 0               | -                  | -                  | -                  | -           | -           | -           | 26     | 1      |
| 2008-2009             | Crystal Palace        | FLC                   | 38         | 4          | FACup+CdL       | 2+1             | 0               | -                  | -                  | -                  | -           | -           | -           | 41     | 4      |
| 2009-gen. 2010        | Crystal Palace        | FLC                   | 22         | 1          | FACup+CdL       | 1+2             | 0               | -                  | -                  | -                  | -           | -           | -           | 25     | 1      |
| Totale Crystal Palace | Totale Crystal Palace | Totale Crystal Palace | 82+2       | 6+0        |                 | 4+4             | 0               |                    | -                  | -                  |             | -           | -           | 92     | 6      |
| gen.-giu. 2010        | Southampton           | FL1                   | 21         | 0          | FACup+CdL       | -               | -               | -                  | -                  | -                  | FLT         | 3           | 0           | 24     | 0      |
| 2010-2011             | Southampton           | FL1                   | 43         | 7          | FACup+CdL       | 2+2             | 0               | -                  | -                  | -                  | FLT         | 1           | 0           | 48     | 7      |
| 2011-2012             | Southampton           | FLC                   | 42         | 1          | FACup+CdL       | 1+1             | 0               | -                  | -                  | -                  | -           | -           | -           | 44     | 1      |
| 2012-2013             | Southampton           | PL                    | 27         | 2          | FACup+CdL       | 1+0             | 0               | -                  | -                  | -                  | -           | -           | -           | 28     | 2      |
| 2013-2014             | Southampton           | PL                    | 36         | 3          | FACup+CdL       | 1+1             | 0               | -                  | -                  | -                  | -           | -           | -           | 38     | 3      |
| 2014-2015             | Southampton           | PL                    | 37         | 0          | FACup+CdL       | 3+4             | 0               | -                  | -                  | -                  | -           | -           | -           | 44     | 0      |
| 2015-2016             | Southampton           | PL                    | 37         | 2          | FACup+CdL       | 1+1             | 0               | UEL                | 4                  | 0                  | -           | -           | -           | 43     | 2      |
| 2016-gen. 2017        | Southampton           | PL                    | 17         | 0          | FACup+CdL       | 0+2             | 0               | UEL                | 0                  | 0                  | -           | -           | -           | 19     | 0      |
| Totale Southampton    | Totale Southampton    | Totale Southampton    | 260        | 15         |                 | 9+11            | 0               |                    | 4                  | 0                  |             | 4           | 0           | 288    | 15     |
| gen.-giu. 2017        | West Ham              | PL                    | 16         | 0          | FACup+CdL       | -               | -               | UEL                | -                  | -                  | -           | -           | -           | 16     | 0      |
| 2017-feb. 2018        | West Ham              | PL                    | 8          | 0          | FACup+CdL       | 0               | 0               | -                  | -                  | -                  | -           | -           | -           | 8      | 0      |
| Totale West Ham       | Totale West Ham       | Totale West Ham       | 24         | 0          |                 | 0               | 0               |                    | -                  | -                  |             | -           | -           | 24     | 0      |
| feb. -lug.2018        | Dalian Yifang         | CSL                   | 7          | 0          | CC              | 2               | 0               | -                  | -                  | -                  | -           | -           | -           | 9      | 0      |
| 2018-2019             | Lilla                 | L1                    | 36         | 3          | CF+CdL          | 2+0             | 0+0             | -                  | -                  | -                  | -           | -           | -           | 38     | 3      |
| 2019-2020             | Lilla                 | L1                    | 25         | 1          | CF+CdL          | 2+2             | 1+0             | UCL                | 4                  | 0                  | -           | -           | -           | 33     | 2      |
| 2020-2021             | Lilla                 | L1                    | 36         | 3          | CF              | 1               | 0               | UEL                | 6                  | 0                  | -           | -           | -           | 43     | 3      |
| 2021-2022             | Lilla                 | L1                    | 38         | 0          | CF              | 2               | 0               | UCL                | 8                  | 0                  | SF          | 1           | 0           | 49     | 0      |
| 2022-2023             | Lilla                 | L1                    | 31         | 1          | CF              | 2               | 0               | -                  | -                  | -                  | -           | -           | -           | 33     | 1      |
| Totale Lilla          | Totale Lilla          | Totale Lilla          | 166        | 8          |                 | 9+2             | 1+0             |                    | 18                 | 0                  |             | 1           | 0           | 196    | 9      |
| 2023-2024             | Sporting Braga        | PL                    | 19         | 0          | CP+TdL          | 2+4             | 0+0             | UCL                | 8                  | 0                  | -           | -           | -           | 33     | 0      |
| 2024-2025             | Casa Pia              | PL                    | 24         | 0          | CP              | 1               | 0               |                    | -                  | -                  | -           | -           | -           | 25     | 0      |
| Totale carriera       | Totale carriera       | Totale carriera       | 720+2      | 32+0       |                 | 51              | 1               |                    | 32                 | 0                  |             | 5           | 0           | 810    | 33     |

### Cronologia presenze e reti in nazionale
| Cronologia completa delle presenze e delle reti in nazionale ― Portogallo | Cronologia completa delle presenze e delle reti in nazionale ― Portogallo | Cronologia completa delle presenze e delle reti in nazionale ― Portogallo | Cronologia completa delle presenze e delle reti in nazionale ― Portogallo | Cronologia completa delle presenze e delle reti in nazionale ― Portogallo | Cronologia completa delle presenze e delle reti in nazionale ― Portogallo | Cronologia completa delle presenze e delle reti in nazionale ― Portogallo | Cronologia completa delle presenze e delle reti in nazionale ― Portogallo |
| Data                                                                      | Città                                                                     | In casa                                                                   | Risultato                                                                 | Ospiti                                                                    | Competizione                                                              | Reti                                                                      | Note                                                                      |
| ------------------------------------------------------------------------- | ------------------------------------------------------------------------- | ------------------------------------------------------------------------- | ------------------------------------------------------------------------- | ------------------------------------------------------------------------- | ------------------------------------------------------------------------- | ------------------------------------------------------------------------- | ------------------------------------------------------------------------- |
| 18-11-2014                                                                | Manchester                                                                | Argentina                                                                 | 0 – 1                                                                     | Portogallo                                                                | Amichevole                                                                | -                                                                         | 46’                                                                       |
| 29-3-2015                                                                 | Lisbona                                                                   | Portogallo                                                                | 2 – 1                                                                     | Serbia                                                                    | Qual. Euro 2016                                                           | -                                                                         | 17’                                                                       |
| 13-6-2015                                                                 | Erevan                                                                    | Armenia                                                                   | 2 – 3                                                                     | Portogallo                                                                | Qual. Euro 2016                                                           | -                                                                         | 78’                                                                       |
| 16-6-2015                                                                 | Ginevra                                                                   | Italia                                                                    | 0 – 1                                                                     | Portogallo                                                                | Amichevole                                                                | -                                                                         |                                                                           |
| 4-9-2015                                                                  | Lisbona                                                                   | Portogallo                                                                | 0 – 1                                                                     | Francia                                                                   | Amichevole                                                                | -                                                                         | 27’                                                                       |
| 8-10-2015                                                                 | Braga                                                                     | Portogallo                                                                | 1 – 0                                                                     | Danimarca                                                                 | Qual. Euro 2016                                                           | -                                                                         | 90+1’                                                                     |
| 11-10-2015                                                                | Belgrado                                                                  | Serbia                                                                    | 1 – 2                                                                     | Portogallo                                                                | Qual. Euro 2016                                                           | -                                                                         |                                                                           |
| 17-11-2015                                                                | Lussemburgo                                                               | Lussemburgo                                                               | 0 – 2                                                                     | Portogallo                                                                | Amichevole                                                                | -                                                                         |                                                                           |
| 29-3-2016                                                                 | Leiria                                                                    | Portogallo                                                                | 2 – 1                                                                     | Belgio                                                                    | Amichevole                                                                | -                                                                         |                                                                           |
| 29-5-2016                                                                 | Porto                                                                     | Portogallo                                                                | 3 – 0                                                                     | Norvegia                                                                  | Amichevole                                                                | -                                                                         |                                                                           |
| 2-6-2016                                                                  | Londra                                                                    | Inghilterra                                                               | 1 – 0                                                                     | Portogallo                                                                | Amichevole                                                                | -                                                                         | 36’                                                                       |
| 8-6-2016                                                                  | Lisbona                                                                   | Portogallo                                                                | 7 – 0                                                                     | Estonia                                                                   | Amichevole                                                                | -                                                                         |                                                                           |
| 25-6-2016                                                                 | Lens                                                                      | Croazia                                                                   | 0 – 1 dts                                                                 | Portogallo                                                                | Euro 2016 - Ottavi di finale                                              | -                                                                         |                                                                           |
| 30-6-2016                                                                 | Marsiglia                                                                 | Polonia                                                                   | 1 – 1 dts (3 – 5 dtr)                                                     | Portogallo                                                                | Euro 2016 - Quarti di finale                                              | -                                                                         |                                                                           |
| 6-7-2016                                                                  | Lione                                                                     | Portogallo                                                                | 2 – 0                                                                     | Galles                                                                    | Euro 2016 - Semifinale                                                    | -                                                                         |                                                                           |
| 10-7-2016                                                                 | Saint-Denis                                                               | Portogallo                                                                | 1 – 0 dts                                                                 | Francia                                                                   | Euro 2016 - Finale                                                        | -                                                                         | 119’                                                                      |
| 6-9-2016                                                                  | Basilea                                                                   | Svizzera                                                                  | 2 – 0                                                                     | Portogallo                                                                | Qual. Mondiali 2018                                                       | -                                                                         |                                                                           |
| 7-10-2016                                                                 | Aveiro                                                                    | Portogallo                                                                | 6 – 0                                                                     | Andorra                                                                   | Qual. Mondiali 2018                                                       | -                                                                         |                                                                           |
| 10-10-2016                                                                | Tórshavn                                                                  | Fær Øer                                                                   | 0 – 6                                                                     | Portogallo                                                                | Qual. Mondiali 2018                                                       | -                                                                         | 39’                                                                       |
| 13-11-2016                                                                | Faro                                                                      | Portogallo                                                                | 4 – 1                                                                     | Lettonia                                                                  | Qual. Mondiali 2018                                                       | -                                                                         |                                                                           |
| 25-3-2017                                                                 | Lisbona                                                                   | Portogallo                                                                | 3 – 0                                                                     | Ungheria                                                                  | Qual. Mondiali 2018                                                       | -                                                                         |                                                                           |
| 3-6-2017                                                                  | Estoril                                                                   | Portogallo                                                                | 4 – 0                                                                     | Cipro                                                                     | Amichevole                                                                | -                                                                         |                                                                           |
| 9-6-2017                                                                  | Riga                                                                      | Lettonia                                                                  | 0 – 3                                                                     | Portogallo                                                                | Qual. Mondiali 2018                                                       | -                                                                         |                                                                           |
| 18-6-2017                                                                 | Kazan'                                                                    | Portogallo                                                                | 2 – 2                                                                     | Messico                                                                   | Conf. Cup 2017 - 1º turno                                                 | -                                                                         |                                                                           |
| 28-6-2017                                                                 | Kazan'                                                                    | Portogallo                                                                | 0 – 0 dts (0 – 3 dtr)                                                     | Cile                                                                      | Conf. Cup 2017 - Semifinale                                               | -                                                                         | 96’                                                                       |
| 31-8-2017                                                                 | Porto                                                                     | Portogallo                                                                | 5 – 1                                                                     | Fær Øer                                                                   | Qual. Mondiali 2018                                                       | -                                                                         |                                                                           |
| 10-10-2017                                                                | Lisbona                                                                   | Portogallo                                                                | 2 – 0                                                                     | Svizzera                                                                  | Qual. Mondiali 2018                                                       | -                                                                         |                                                                           |
| 26-3-2018                                                                 | Ginevra                                                                   | Portogallo                                                                | 0 – 3                                                                     | Paesi Bassi                                                               | Amichevole                                                                | -                                                                         |                                                                           |
| 28-5-2018                                                                 | Braga                                                                     | Portogallo                                                                | 2 – 2                                                                     | Tunisia                                                                   | Amichevole                                                                | -                                                                         | 63’                                                                       |
| 2-6-2018                                                                  | Bruxelles                                                                 | Belgio                                                                    | 0 – 0                                                                     | Portogallo                                                                | Amichevole                                                                | -                                                                         |                                                                           |
| 7-6-2018                                                                  | Lisbona                                                                   | Portogallo                                                                | 3 – 0                                                                     | Algeria                                                                   | Amichevole                                                                | -                                                                         | 57’                                                                       |
| 15-6-2018                                                                 | Soči                                                                      | Portogallo                                                                | 3 – 3                                                                     | Spagna                                                                    | Mondiali 2018 - 1º turno                                                  | -                                                                         |                                                                           |
| 20-6-2018                                                                 | Mosca                                                                     | Portogallo                                                                | 1 – 0                                                                     | Marocco                                                                   | Mondiali 2018 - 1º turno                                                  | -                                                                         |                                                                           |
| 25-6-2018                                                                 | Saransk                                                                   | Iran                                                                      | 1 – 1                                                                     | Portogallo                                                                | Mondiali 2018 - 1º turno                                                  | -                                                                         |                                                                           |
| 30-6-2018                                                                 | Soči                                                                      | Uruguay                                                                   | 2 – 1                                                                     | Portogallo                                                                | Mondiali 2018 - Ottavi di finale                                          | -                                                                         |                                                                           |
| 17-11-2018                                                                | Milano                                                                    | Italia                                                                    | 0 – 0                                                                     | Portogallo                                                                | UEFA Nations League 2018-2019 - 1º turno                                  | -                                                                         |                                                                           |
| 5-6-2019                                                                  | Porto                                                                     | Portogallo                                                                | 3 – 1                                                                     | Svizzera                                                                  | UEFA Nations League 2018-2019 - Semifinale                                | -                                                                         | 63’                                                                       |
| 9-6-2019                                                                  | Porto                                                                     | Portogallo                                                                | 1 – 0                                                                     | Paesi Bassi                                                               | UEFA Nations League 2018-2019 - Finale                                    | -                                                                         |                                                                           |
| 7-9-2019                                                                  | Belgrado                                                                  | Serbia                                                                    | 2 – 4                                                                     | Portogallo                                                                | Qual. Euro 2020                                                           | -                                                                         |                                                                           |
| 10-9-2019                                                                 | Vilnius                                                                   | Lituania                                                                  | 1 – 5                                                                     | Portogallo                                                                | Qual. Euro 2020                                                           | -                                                                         |                                                                           |
| 14-11-2019                                                                | Faro                                                                      | Portogallo                                                                | 6 – 0                                                                     | Lituania                                                                  | Qual. Euro 2020                                                           | -                                                                         |                                                                           |
| 17-11-2019                                                                | Lussemburgo                                                               | Lussemburgo                                                               | 0 – 2                                                                     | Portogallo                                                                | Qual. Euro 2020                                                           | -                                                                         |                                                                           |
| 14-11-2020                                                                | Lisbona                                                                   | Portogallo                                                                | 0 – 1                                                                     | Francia                                                                   | UEFA Nations League 2020-2021 - 1º turno                                  | -                                                                         |                                                                           |
| 27-3-2021                                                                 | Belgrado                                                                  | Serbia                                                                    | 2 – 2                                                                     | Portogallo                                                                | Qual. Mondiali 2022                                                       | -                                                                         | 54’                                                                       |
| 30-3-2021                                                                 | Lussemburgo                                                               | Lussemburgo                                                               | 1 – 3                                                                     | Portogallo                                                                | Qual. Mondiali 2022                                                       | -                                                                         |                                                                           |
| 4-6-2021                                                                  | Madrid                                                                    | Spagna                                                                    | 0 – 0                                                                     | Portogallo                                                                | Amichevole                                                                | -                                                                         |                                                                           |
| 9-10-2021                                                                 | Faro                                                                      | Portogallo                                                                | 3 – 0                                                                     | Qatar                                                                     | Amichevole                                                                | 1                                                                         |                                                                           |
| 11-11-2021                                                                | Dublino                                                                   | Irlanda                                                                   | 0 – 0                                                                     | Portogallo                                                                | Qual. Mondiali 2022                                                       | -                                                                         | 83’                                                                       |
| 14-11-2021                                                                | Lisbona                                                                   | Portogallo                                                                | 1 – 2                                                                     | Serbia                                                                    | Qual. Mondiali 2022                                                       | -                                                                         |                                                                           |
| 24-3-2022                                                                 | Porto                                                                     | Portogallo                                                                | 3 – 1                                                                     | Turchia                                                                   | Qual. Mondiali 2022                                                       | -                                                                         |                                                                           |
| Totale                                                                    |                                                                           | Presenze                                                                  | 50                                                                        |                                                                           | Reti                                                                      | 1                                                                         |                                                                           |

## Palmarès

### Club

#### Competizioni nazionali
- Football League Trophy: 1

Southampton: 2010-2011
- Campionato francese: 1

Lilla: 2020-2021
- Supercoppa francese: 1

Lilla: 2021
- Coppa di Lega portoghese: 1

Braga: 2023-2024

### Nazionale
- Campionato d'Europa: 1

Francia 2016
- UEFA Nations League: 1

2018-2019

### Individuale
- PFA Football League One Team of the Year: 1[34]

2010-2011